# Cultura di Komsa
La cultura di Komsa (in norvegese: Komsakulturen) era una cultura mesolitica di cacciatori-raccoglitori che esistette nel 10000 a.C. circa nel nord della Norvegia.

## Descrizione
La cultura prende il nome dal monte Komsa nella comunità di Alta, Finnmark, dove sono stati scoperti i resti della cultura. Il termine fu usato per la prima volta dall'archeologo norvegese Anders Nummedal (1867-1944), dopo le scoperte sul monte Komsa durante il 1925. La distinzione tra un tipo "Komsa" della cultura della pietra del circolo polare artico e un tipo "Fosna" da Trøndelag all'Oslofjord è stata resa obsoleto dal 1970. Oggi entrambi i fenomeni sono attribuiti a diversi tipi di strumenti della stessa cultura. 
Recenti reperti archeologici della Lapponia finlandese originariamente furono considerati un aspetto interno della cultura di Komsa altrettanto antica quanto i primi reperti dalla costa norvegese. Tuttavia, questo materiale è ora considerato come affiliato con le culture contemporanee post-swideriane del centro-nord della Russia e del Baltico orientale.
L'opinione diffusa oggi è che il primo insediamento della costa norvegese del Nord ha avuto origine sulla costa occidentale e sud-occidentale della Norvegia da parte della cultura di Ahrensburg dell'Europa nord-occidentale. Le genti Komsa si pensa abbiano seguito la costa norvegese quando alla fine dell'ultima glaciazione glaciazione (tra 11.000 e 8000 aC) si aprirono nuove aree per l'insediamento umano. 
L'evidenza archeologica indica che la cultura di Komsa era quasi orientata esclusivamente al mare, vivendo della caccia alle foche. In confronto alla contemporanea cultura di Fosna gli utensili in pietra e altri attrezzi appaiono relativamente grezzi. Questo è stato spiegato con la scarsità di selce nella regione.